# Belgiska cupen (volleyboll, damer)
Belgiska cupen (nederländska: Beker van Belgie, franska: Coupe de Belgique) är en volleybollcup för damklubblag i Belgien. Den organiseras av Fédération Royale Belge de Volleyball.

## Resultat per år
| Upplaga                 | Upplaga               | Podium                 | Podium                                    | Podium                  |
| Säsong                  | Spelplats för finalen | Mästare                | Matchresultat                             | Finalist                |
| ----------------------- | --------------------- | ---------------------- | ----------------------------------------- | ----------------------- |
| 1967-68 mer information | -                     | VOG Oostende           | -                                         | -                       |
| 1968-69 mer information | -                     | VOG Oostende           | -                                         | -                       |
| 1969-70 mer information | -                     | VOG Oostende           | -                                         | -                       |
| 1970-71 mer information | -                     | Hermes Volley Oostende | -                                         | -                       |
| 1971-72 mer information | -                     | Hermes Volley Oostende | -                                         | -                       |
| 1972-73 mer information | -                     | VOG Oostende           | -                                         | -                       |
| 1973-74 mer information | -                     | SC Dilbeek-Itterbeek   | -                                         | -                       |
| 1974-75 mer information | -                     | VOG Oostende           | -                                         | -                       |
| 1975-76 mer information | -                     | VOG Oostende           | -                                         | -                       |
| 1976-77 mer information | -                     | Hermes Volley Oostende | -                                         | -                       |
| 1977-78 mer information | -                     | SC Dilbeek-Itterbeek   | -                                         | -                       |
| 1978-79 mer information | -                     | VC Temse               | -                                         | -                       |
| 1979-80 mer information | -                     | SC Dilbeek-Itterbeek   | -                                         | -                       |
| 1980-81 mer information | -                     | SC Dilbeek-Itterbeek   | -                                         | -                       |
| 1981-82 mer information | -                     | Hermes Volley Oostende | -                                         | -                       |
| 1982-83 mer information | -                     | Hermes Volley Oostende | -                                         | -                       |
| 1983-84 mer information | -                     | DECO Denderhoutem VC   | -                                         | -                       |
| 1984-85 mer information | -                     | VC Herenthout          | -                                         | -                       |
| 1985-86 mer information | -                     | Saco Halle VB          | -                                         | -                       |
| 1986-87 mer information | -                     | VC Herenthout          | -                                         | -                       |
| 1987-88 mer information | -                     | Hermanas Wervik        | -                                         | -                       |
| 1988-89 mer information | -                     | VC Temse               | -                                         | -                       |
| 1989-90 mer information | -                     | VC Herenthout          | 3 - 2 (15-8, 13-15, 15-8, 10-15, 16-14)   | VT Kortrijk             |
| 1990-91 mer information | -                     | VC Temse               | -                                         | VC Herenthout           |
| 1991-92 mer information | -                     | Datovoc Tongeren       | -                                         | -                       |
| 1992-93 mer information | -                     | VC Herenthout          | 3 - 1 (15-9, 10-15, 15-13, 15-6)          | Charleroi Volley        |
| 1993-94 mer information | -                     | Datovoc Tongeren       | -                                         | -                       |
| 1994-95 mer information | -                     | Charleroi Volley       | 3 - 1 (15-9, 15-11, 12-15, 15-8)          | VC Herenthout           |
| 1995-96 mer information | -                     | Asterix Kieldrecht     | -                                         | Datovoc Tongeren        |
| 1996-97 mer information | -                     | VC Herenthout          | -                                         | Datovoc Tongeren        |
| 1997-98 mer information | -                     | Asterix Kieldrecht     | -                                         | -                       |
| 1998-99 mer information | -                     | Asterix Kieldrecht     | 3 - 0 ()                                  | Datovoc Tongeren        |
| 1999-00 mer information | -                     | Datovoc Tongeren       | -                                         | VC Herenthout           |
| 2000-01 mer information | -                     | Asterix Kieldrecht     | 3 - 1 (23-25, 25-17, 25-23, 25-12)        | VC Herenthout           |
| 2001-02 mer information | -                     | Asterix Kieldrecht     | 3 - 0 (?)                                 | AVO Melsele             |
| 2002-03 mer information | -                     | Datovoc Tongeren       | -                                         | Asterix Kieldrecht      |
| 2003-04 mer information | -                     | Datovoc Tongeren       | 3 - 1 (25-18, 27-29, 30-28, 25-22)        | Asterix Kieldrecht      |
| 2004-05 mer information | -                     | Datovoc Tongeren       | 3 - 0 (25-9, 25-20, 25-13)                | Asterix Kieldrecht      |
| 2005-06 mer information | -                     | Asterix Kieldrecht     | 3 - 0 (25-20, 28-26, 25-15)               | Charleroi Volley        |
| 2006-07 mer information | -                     | Asterix Kieldrecht     | 3 - 0 (25-21, 25-20, 25-17)               | VDK Gent                |
| 2007-08 mer information | -                     | Asterix Kieldrecht     | 3 - 1 (25-23, 16-25, 25-15, 25-20)        | VDK Gent                |
| 2008-09 mer information | -                     | VDK Gent               | 3 - 2 (23-25, 25-20, 21-25, 25-21, 15-12) | Asterix Kieldrecht      |
| 2009-10 mer information | -                     | Asterix Kieldrecht     | 3 - 0 (25-21, 25-16, 26-24)               | Charleroi Volley        |
| 2010-11 mer information | -                     | Asterix Kieldrecht     | 3 - 2 (25-22, 25-23, 13-25, 19-25, 15-12) | VDK Gent                |
| 2011-12 mer information | -                     | Charleroi Volley       | 3 - 1 (25-20, 25-20, 16-25, 25-20)        | Asterix Kieldrecht      |
| 2012-13 mer information | -                     | VC Oudegem             | 3 - 1 (27-29, 25-20, 25-16, 25-23)        | Asterix Kieldrecht      |
| 2013-14 mer information | -                     | Asterix Kieldrecht     | 3 - 1 (25-14, 19-25, 25-20, 25-19)        | Volley Richa Michelbeke |
| 2014-15 mer information | Antwerpen             | Asterix Kieldrecht     | 3 - 0 (25-10, 25-22, 25-16)               | VDK Gent                |
| 2015-16 mer information | Antwerpen             | Asterix Kieldrecht     | 3 - 0 (25-15, 25-18, 25-23)               | Datovoc Tongeren        |
| 2016-17 mer information | Antwerpen             | Asterix Avo Beveren    | 3 - 1 (26-24, 25-15, 22-25, 25-18)        | VDK Gent                |
| 2017-18 mer information | Antwerpen             | Asterix Avo Beveren    | 3 - 0 (25-21, 25-15, 25-19)               | VC Oudegem              |
| 2018-19 mer information | Antwerpen             | Hermes Volley Oostende | 3 - 0 (25-21, 19-25, 25-17, 28-26)        | Volley Richa Michelbeke |
| 2019-20 mer information | Antwerpen             | Hermes Volley Oostende | 3 - 0 (25-20, 21-25, 25-16, 14-25, 15-13) | Asterix Avo Beveren     |
| 2020-21 mer information | Antwerpen             | Asterix Avo Beveren    | 3 - 0 (25-27, 25-12, 25-20)               | VC Oudegem              |
| 2021-22 mer information | Antwerpen             | VC Oudegem             | 3 - 1 (25-16, 30-32, 25-16, 25-20)        | VDK Gent Dames          |

## Resultat per klubb
| Lag                    | Antal titlar | Säsonger |
| ---------------------- | ------------ | --- |
| Asterix Avo Beveren    | 16           | 1995-96, 1997-98, 1998-99, 2000-01, 2001-02, 2005-06, 2006-07, 2007-08, 2009-10, 2010-11, 2013-14, 2014-15, 2015-16, 2016-17, 2017-18, 2020-21 |
| Hermes Volley Oostende | 7            | 1970-71, 1971-72, 1976-77, 1981-82, 1982-83, 2018-19, 2019-20                                                                                  |
| VOG Oostende           | 6            | 1967-68, 1968-69, 1969-70, 1972-73, 1974-75, 1975-76                                                                                           |
| Datovoc Tongeren       | 6            | 1991-92, 1993-94, 1999-00, 2002-03, 2003-04, 2004-05                                                                                           |
| VC Herenthout          | 5            | 1984-85, 1986-87, 1989-90, 1992-93, 1996-97 |
| SC Dilbeek-Itterbeek   | 4            | 1973-74, 1977-78, 1979-80, 1980-81 |
| VC Temse               | 3            | 1978-79, 1988-89, 1990-91 |
| Charleroi Volley       | 2            | 1994/95, 2011/12 |
| VC Oudegem             | 2            | 2012/13, 2021/22 |
| DECO Denderhoutem VC   | 1            | 1983/84 |
| Saco Halle VB          | 1            | 1985/86 |
| Hermanas Wervik        | 1            | 1987/88 |
| VDK Gent               | 1            | 2008/09 |